# سبزة خاني (مقاطعة دلفان)
سبزة خاني (بالفارسية: سبزه خانی) هي قرية تقع في Nurabad Rural District في إيران. يقدر عدد سكانها بـ 287 نسمة بحسب إحصاء 2016.